# Settimana Internazionale di Coppi e Bartali 2023
38. ročník etapového cyklistického závodu Settimana Internazionale di Coppi e Bartali se konal mezi 21. a 25. březnem 2023 v italském regionu Emilia-Romagna a v San Marinu. Celkovým vítězem se stal Švýcar Mauro Schmid z týmu Soudal–Quick-Step. Na druhém a třetím místě se umístili Brit James Shaw a Ir Ben Healy (oba EF Education–EasyPost). Závod byl součástí UCI Europe Tour 2023 na úrovni 2.1.

## Týmy
Závodu se zúčastnilo 8 z 18 UCI WorldTeamů, 8 UCI ProTeamů a 7 UCI Continental týmů. Všechny týmy nastoupily na start se sedmi závodníky kromě týmů Bora–Hansgrohe, Ineos Grenadiers, Israel–Premier Tech a Team Jumbo–Visma s šesti jezdci a týmů Team Jayco–AlUla a Trek–Segafredo s pěti jezdci. Závod tak odstartovalo 153 jezdců. Do cíle v Carpi dojelo 119 z nich.
UCI WorldTeamy
- Astana Qazaqstan Team
- Bora–Hansgrohe
- EF Education–EasyPost
- Ineos Grenadiers
- Soudal–Quick-Step
- Team Jayco–AlUla
- Team Jumbo–Visma
- Trek–Segafredo

UCI ProTeamy
- Bingoal WB
- Bolton Equities Black Spoke
- Eolo–Kometa
- Green Project–Bardiani–CSF–Faizanè
- Israel–Premier Tech
- Q36.5 Pro Cycling Team
- Team Corratec
- Tudor Pro Cycling Team

UCI Continental týmy
- Beltrami TSA–Tre Colli
- General Store–Essegibi–Fratelli Curia
- GW Shimano–Sidermec
- MG.K vis Colors for Peace
- Sofer–Savini Due–OMZ
- Team Technipes #inEmiliaRomagna
- Work Service–Vitalcare–Dynatek

## Trasa a etapy
| Etapa         | Datum         | Trasa                               | Vzdálenost | Typ      | Typ                  | Vítěz               |
| ------------- | ------------- | ----------------------------------- | ---------- | -------- | -------------------- | ------------------- |
| 1             | 21. března    | Riccione – Riccione                 | 161,8 km   |          | Zvlněná etapa        | Rémi Cavagna (FRA)  |
| 2             | 22. března    | Riccione – Longiano                 | 172,5 km   |          | Zvlněná etapa        | Sean Quinn (USA)    |
| 3             | 23. března    | Forlì – Forlì                       | 139,7 km   |          | Horská etapa         | Ben Healy (IRL)     |
| 4             | 24. března    | Fiorano Modenese – Fiorano Modenese | 168,6 km   |          | Zvlněná etapa        | Alexis Guérin (FRA) |
| 5             | 25. března    | Carpi – Carpi                       | 18,6 km    |          | Individuální časovka | Rémi Cavagna (FRA)  |
| Celková délka | Celková délka | Celková délka                       | 661,2 km   | 661,2 km | 661,2 km             | 661,2 km            |

## Průběžné pořadí
| Etapa          | Vítěz          | Celkové pořadí | Bodovací soutěž | Vrchařská soutěž | Soutěž mladých jezdců | Soutěž týmů           |
| -------------- | -------------- | -------------- | --------------- | ---------------- | --------------------- | --------------------- |
| 1              | Rémi Cavagna   | Rémi Cavagna   | Rémi Cavagna    | Didier Merchan   | Rick Pluimers         | Soudal–Quick-Step     |
| 2              | Sean Quinn     | Mauro Schmid   | Mauro Schmid    | Marco Murgano    | Sean Quinn            | EF Education–EasyPost |
| 3              | Ben Healy      | Mauro Schmid   | Mauro Schmid    | Marco Murgano    | Walter Calzoni        | EF Education–EasyPost |
| 4              | Alexis Guérin  | Mauro Schmid   | Mauro Schmid    | Alexis Guérin    | Walter Calzoni        | EF Education–EasyPost |
| 5              | Rémi Cavagna   | Mauro Schmid   | Mauro Schmid    | Alexis Guérin    | Ben Healy             | EF Education–EasyPost |
| Konečné pořadí | Konečné pořadí | Mauro Schmid   | Mauro Schmid    | Alexis Guérin    | Ben Healy             | EF Education–EasyPost |

- Ve 2. etapě nosil Mauro Schmid, jenž byl druhý v bodovací soutěži, červeno-bílý dres, protože lídr této klasifikace Rémi Cavagna nosil bílý dres lídra celkového pořadí.
- Ve 3. etapě nosil Sean Quinn, jenž byl druhý v bodovací soutěži, červeno-bílý dres, protože lídr této klasifikace Mauro Schmid nosil bílý dres lídra celkového pořadí. Ze stejného důvodu nosil Ben Healy červeno-bílý dres ve 4. etapě.

## Konečné pořadí
| Legenda | Legenda                         | Legenda | Legenda                               |
| ------- | ------------------------------- | ------- | ------------------------------------- |
|         | Označuje lídra celkového pořadí |         | Označuje lídra vrchařské soutěže      |
|         | Označuje lídra bodovací soutěže |         | Označuje lídra soutěže mladých jezdců |

### Celkové pořadí
| Pořadí | Jezdec                   | Tým                    | Čas         |
| ------ | ------------------------ | ---------------------- | ----------- |
| 1      | Mauro Schmid (SUI)       | Soudal–Quick-Step      | 16h 19' 55" |
| 2      | James Shaw (GBR)         | EF Education–EasyPost  | + 16"       |
| 3      | Ben Healy (IRL)          | EF Education–EasyPost  | + 22"       |
| 4      | Mark Padun (UKR)         | EF Education–EasyPost  | + 1' 06"    |
| 5      | Leo Hayter (GBR)         | Ineos Grenadiers       | + 1' 19"    |
| 6      | Domenico Pozzovivo (ITA) | Israel–Premier Tech    | + 1' 35"    |
| 7      | Ben Zwiehoff (GER)       | Bora–Hansgrohe         | + 1' 52"    |
| 8      | Sean Quinn (USA)         | EF Education–EasyPost  | + 1' 55"    |
| 9      | Walter Calzoni (ITA)     | Q36.5 Pro Cycling Team | + 1' 57"    |
| 10     | Gianluca Brambilla (ITA) | Q36.5 Pro Cycling Team | + 2' 10"    |

### Bodovací soutěž
| Pořadí | Jezdec                   | Tým                    | Body |
| ------ | ------------------------ | ---------------------- | ---- |
| 1      | Mauro Schmid (SUI)       | Soudal–Quick-Step      | 28   |
| 2      | Ben Healy (IRL)          | EF Education–EasyPost  | 13   |
| 3      | Domenico Pozzovivo (ITA) | Israel–Premier Tech    | 12   |
| 4      | James Shaw (GBR)         | EF Education–EasyPost  | 11   |
| 5      | Rémi Cavagna (FRA)       | Soudal–Quick-Step      | 10   |
| 6      | Sean Quinn (USA)         | EF Education–EasyPost  | 10   |
| 7      | Alexis Guérin (FRA)      | Bingoal WB             | 10   |
| 8      | Walter Calzoni (ITA)     | Q36.5 Pro Cycling Team | 10   |
| 9      | Mark Padun (UKR)         | EF Education–EasyPost  | 7    |
| 10     | Felix Engelhardt (GER)   | Team Jayco–AlUla       | 7    |

### Vrchařská soutěž
| Pořadí | Jezdec                    | Tým                                | Body |
| ------ | ------------------------- | ---------------------------------- | ---- |
| 1      | Alexis Guérin (FRA)       | Bingoal WB                         | 28   |
| 2      | Lennert Teugels (BEL)     | Bingoal WB                         | 24   |
| 3      | Marco Murgano (ITA)       | Team Corratec                      | 23   |
| 4      | Jhonatan Restrepo (COL)   | GW Shimano–Sidermec                | 16   |
| 5      | Ben Healy (IRL)           | EF Education–EasyPost              | 14   |
| 6      | Andrea Garosio (ITA)      | Eolo–Kometa                        | 12   |
| 7      | Florian Lipowitz (GER)    | Bora–Hansgrohe                     | 10   |
| 8      | Alessandro Fancellu (ITA) | Eolo–Kometa                        | 10   |
| 9      | Veljko Stojnić (SRB)      | Team Corratec                      | 8    |
| 10     | Luca Covili (ITA)         | Green Project–Bardiani–CSF–Faizanè | 8    |

### Soutěž mladých jezdců
| Pořadí | Jezdec                       | Tým                    | Čas         |
| ------ | ---------------------------- | ---------------------- | ----------- |
| 1      | Ben Healy (IRL)              | EF Education–EasyPost  | 16h 20' 17" |
| 2      | Leo Hayter (GBR)             | Ineos Grenadiers       | + 57"       |
| 3      | Sean Quinn (USA)             | EF Education–EasyPost  | + 1' 33"    |
| 4      | Walter Calzoni (ITA)         | Q36.5 Pro Cycling Team | + 1' 35"    |
| 5      | Tijmen Graat (NED)           | Team Jumbo–Visma       | + 1' 50"    |
| 6      | Felix Engelhardt (GER)       | Team Jayco–AlUla       | + 1' 59"    |
| 7      | Johannes Staune-Mittet (NOR) | Team Jumbo–Visma       | + 2' 31"    |
| 8      | Fernando Tercero (ESP)       | Eolo–Kometa            | + 2' 46"    |
| 9      | Davide Piganzoli (ITA)       | Eolo–Kometa            | + 4' 43"    |
| 10     | Florian Lipowitz (GER)       | Bora–Hansgrohe         | + 5' 17     |

### Soutěž týmů
| Pořadí | Tým                                | Čas         |
| ------ | ---------------------------------- | ----------- |
| 1      | EF Education–EasyPost              | 49h 00' 46" |
| 2      | Team Jumbo–Visma                   | + 6' 30"    |
| 3      | Green Project–Bardiani–CSF–Faizanè | + 12' 10"   |
| 4      | Soudal–Quick-Step                  | + 13' 19"   |
| 5      | Eolo–Kometa                        | + 14' 34"   |
| 6      | Israel–Premier Tech                | + 18' 03"   |
| 7      | Trek–Segafredo                     | + 20' 10"   |
| 8      | Bingoal WB                         | + 22' 39"   |
| 9      | Bora–Hansgrohe                     | + 34' 48"   |
| 10     | Team Jayco–AlUla                   | + 35' 44"   |